# Hawker Siddeley Harrier
Hawker Siddeley (BAe) Harrier – brytyjski samolot rozpoznawczy i bliskiego wsparcia, posiadający zdolność krótkiego i pionowego startu i lądowania (V/STOL), należący do pierwszej generacji serii Harrier. Początkowo produkowany przez Hawker Siddeley, następnie BAe. W wersji morskiej oznaczony Sea Harrier, a w USA  jako AV-8A Harrier. Rodzina Harrier obejmuje eksperymentalne i produkowane seryjnie wersje samolotów, włączając najbardziej zmodernizowaną wersję drugiej generacji AV-8B Harrier II.
Amerykańskie AV-8B wyprodukowane zostały przez Boeing Company. Brytyjskie Harriery GR.Mk 7 i GR.Mk 9 są budowanymi na licencji rozwojowymi wersjami amerykańskich AV-8B Harrier II i AV-8B+ Harrier II Plus. Niewielką liczbę AV-8B wykorzystują też Włosi i Hiszpanie na swoich lotniskowcach, oraz Tajlandia odkupione od Hiszpanii AV-8S Matador. W 2010 brytyjskie Harrier GR.9 po raz ostatni wystartowały z HMS Ark Royal, kończąc okres 41 lat od wprowadzenia pierwszych Harrierów i 77 lat wykorzystywania lotniskowców przez Brytyjczyków, zastąpią je dwa lotniskowce typu Queen Elizabeth i amerykańskie F-35B. Oprócz Wielkiej Brytanii, Sea Harriery wykorzystywała Marynarka Wojenna Indii.

## Wersje rozwojowe samolotu Harrier I generacji

### Hawker P.1127
Pierwowzór Harriera, opracowany w 1957 roku przez sir Sidneya Camma i Ralpha Hoopera z Hawker Aircraft i Stanleya Hookera z Bristol Engine Company.
Rewolucyjnym rozwiązaniem zastosowanym w maszynie Hawker P.1127 było użycie wektorowanego ciągu z napędzającego samolot silnika turbowentylatorowego, do uzyskania własności pionowego startu i lądowania. Pierwszy pionowy start maszyny odbył się 21 października 1960 roku. Zbudowano 6 prototypowych samolotów Hawker P.1127, z których jeden został utracony podczas pokazów lotniczych.

### Hawker Siddeley Kestrel
Po powstaniu z połączenia Hawker Aircraft i Armstrong-Siddeley firmy Hawker Siddeley Aviation, samolot Hawker P.1127 został przemianowany na Kestrel (ang. pustułka). Kestrel pozostał wersją rozwojową samolotu zbudowaną w liczbie 9 egzemplarzy. Pierwsza znacznie zmodyfikowana w porównaniu z P.1127 maszyna tego typu wzbiła się w powietrze 7 marca 1964 roku. Nowy Kestrel posiadał ukośne skrzydła, większą część ogonową i powiększony kadłub przystosowany do zamontowania silnika Pegasus o ciągu 85 kN.
Ze względu na duże zainteresowanie maszyną ze strony Stanów Zjednoczonych i Niemiec, utworzono specjalny dywizjon testowy, w którego skład wchodzili piloci wojskowi z Wielkiej Brytanii, Niemiec Zachodnich i Stanów Zjednoczonych. Po zakończeniu testów w bazie lotniczej RAF w West Raynham, osiem ocalałych maszyn przekazano do Stanów Zjednoczonych celem przeprowadzenia dalszych testów przez Armię, Lotnictwo i Marynarkę amerykańską, włączając Korpus Piechoty Morskiej. Następnie samolot pod nowym amerykańskim oznaczeniem XV-6A był testowany w bazie Edwards.
W 1966 roku brytyjski RAF zamówił 60 maszyn typu Kestrel, które jako samoloty serii informacyjnej weszły do służby w połowie 1967 roku.

### Harrier GR.1
Pierwszym produkcyjnym modelem powstałym na bazie Kestrela był szturmowy Harrier GR Mk.1, który został oblatany 28 grudnia 1967 roku i wszedł do służby w RAF 1 kwietnia 1969 roku (ang. harrier – pies gończy). Produkcję rozpoczęto w zakładach w Kingston upon Thames w południowo-zachodnim Londynie i w Dunsfold. Na lotnisku Yeovilton w Somerset prowadzono próby startu samolotów ze specjalnych pokładów startowych typu ski-jump (ang. skok narciarski). Pokład ski-jump ma postać pasa startowego łukowo uniesionego na końcu i pozwala na krótszy start samolotu bez konieczności wykorzystywania katapulty. W przypadku samolotów pionowego startu, zastosowanie pokładów ski-jump i funkcji STOVL umożliwia znaczące zwiększenie masy startowej maszyny, a co za tym idzie udźwigu uzbrojenia i zmniejszenie zużycia paliwa. Przy okazji testów własności manewrowych maszyny opracowano techniki operowania wektorowanym ciągiem silnika w locie poziomym i podczas viffowania (od angielskiego skrótu VIFF – Vectoring In Forward Flight), czyli ewolucji przy użyciu wektorowania ciągu w locie na wprost, niemożliwych do wykonania na konwencjonalnych samolotach, a pozwalających skutecznie wymanewrować wrogie maszyny i pociski kierowane.

### Harrier T.2
Wersja szkolno-bojowa samolotu zbudowana w liczbie 12 egzemplarzy wliczając 2 prototypy. Maszyna została oblatana w 1969 roku i różniła się od zwykłego Harriera wydłużonym kadłubem mieszczącym podwójną kabinę z miejscem dla instruktora usytuowanym powyżej ucznia w celu zapewnienia lepszej widoczności. Aby skompensować wydłużoną część dziobową, powiększono również usterzenie ogonowe. Harrier T.2 był w pełni sprawną bojowo maszyną zdolną do przenoszenia takiej samej ilości paliwa i masy uzbrojenia, jak wersja GR.1.

### Harrier GR.1A
Unowocześniona wersja samolotu Harrier GR.Mk 1 napędzana mocniejszym silnikiem Pegasus 10 Mk 102. Z 58 używanych przez RAF maszyn wersji GR.Mk 1A, 17 zostało wyprodukowanych, a dalszych 41 powstało poprzez modernizację starszych GR.Mk 1.

### Harrier T.2A
Wersja analogiczna do T.1, ale z mocniejszym silnikiem Pegasus 10 Mk 102. Zbudowano 4 egzemplarze.

### Harrier GR.3

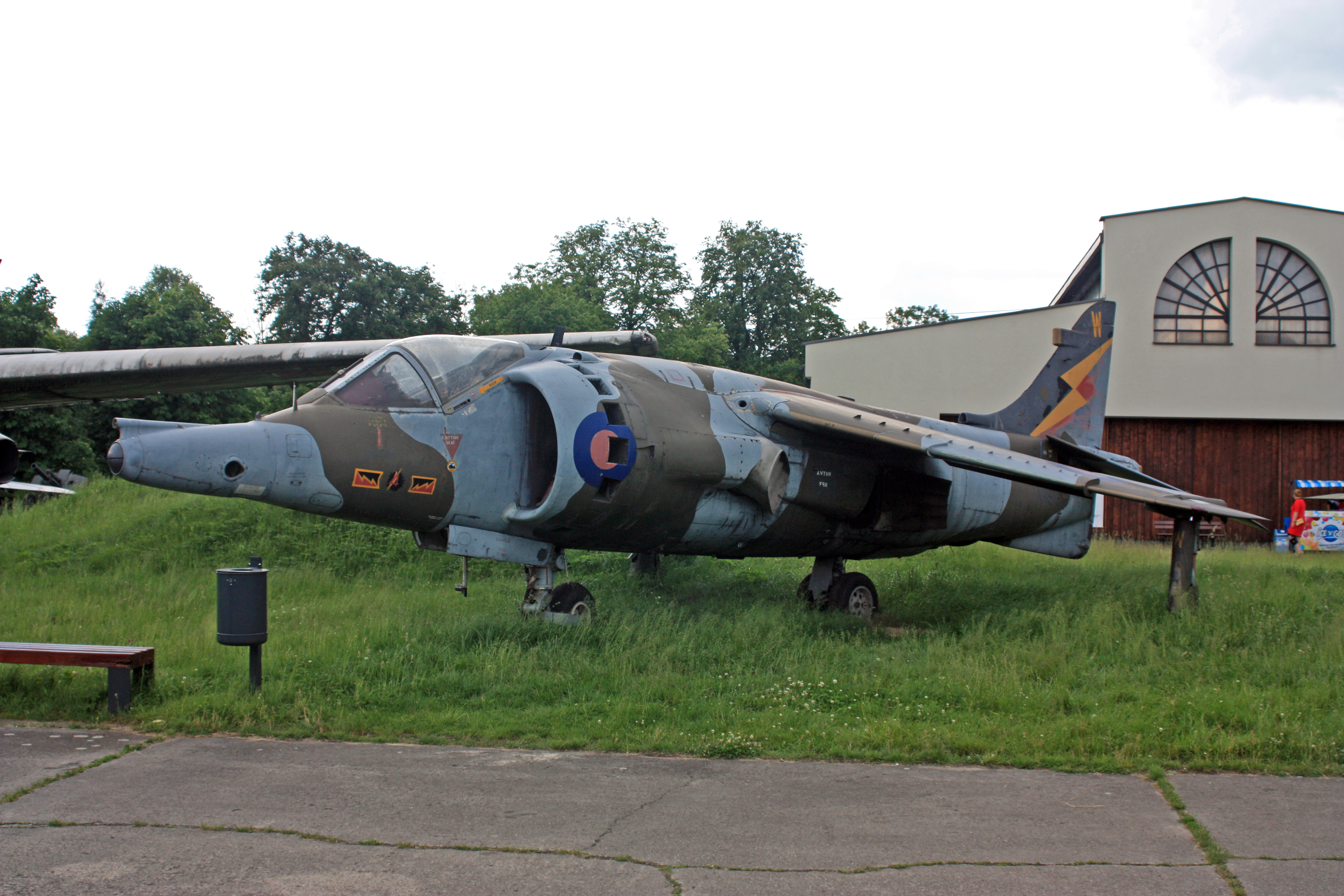
Hawker Siddeley Harrier GR.3 XW 919 ze zbiorów Muzeum Lotnictwa w Krakowie

Najnowocześniejsza wersja szturmowa Harriera pierwszej generacji, wyposażona w lepsze oprzyrządowanie elektroniczne i jeszcze mocniejszy silnik Pegasus 11 Mk 103 o ciągu 95,6 kN (9750 kG).

### Harrier T.4
Wersja szkolno-bojowa oparta na maszynie GR.3. Zbudowano 11 egzemplarzy.

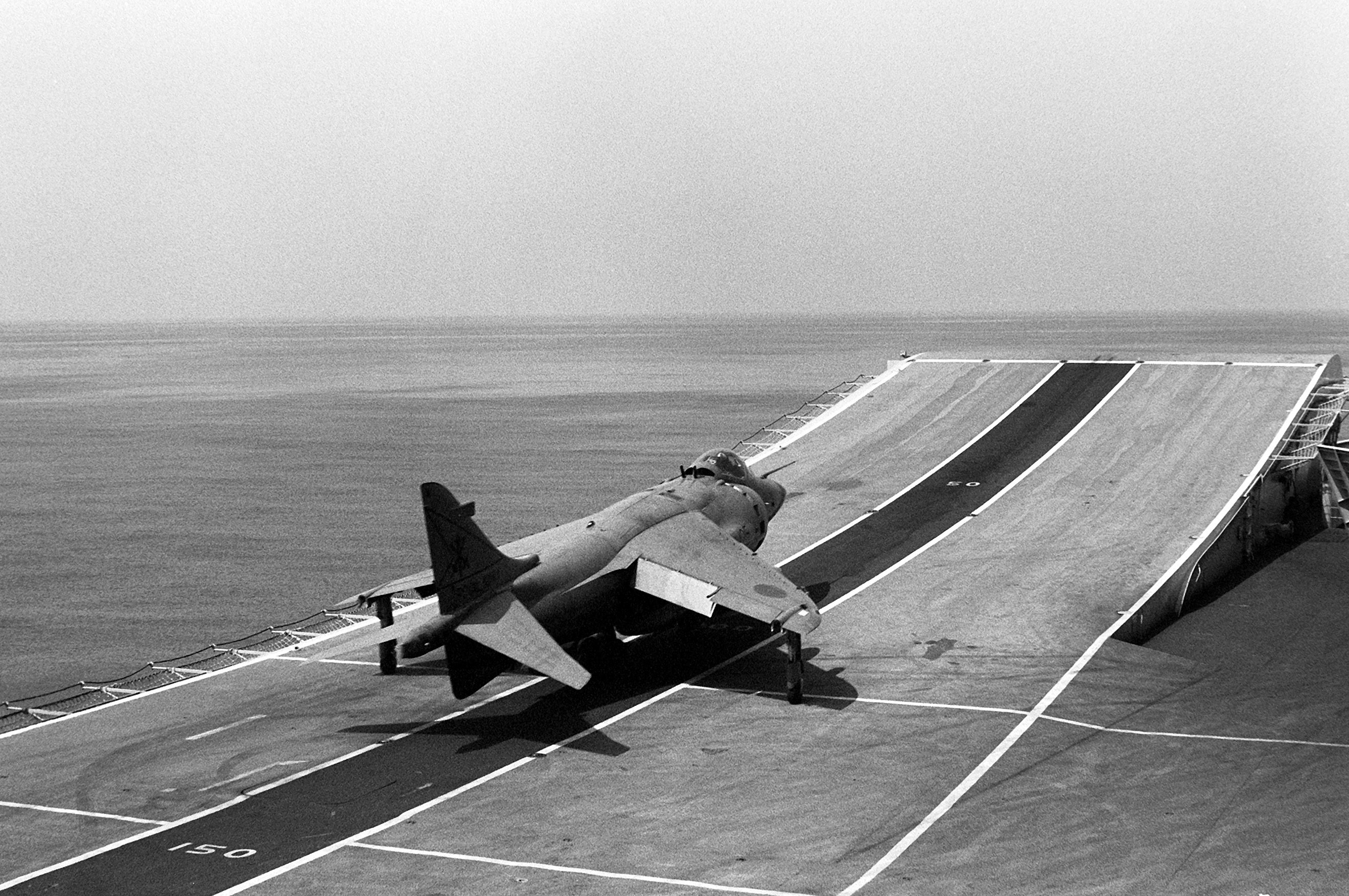
Sea Harrier FRS.1 startujący z pokładu „ski-jump” lotniskowca HMS „Invincible”

### Sea Harrier FRS.Mk 1
Zamówiona w 1975 roku przez brytyjską Royal Navy wersja morska pokładowa samolotu Harrier. FRS.1 był zbudowany na podstawie Harriera GR.3, ale posiadał większą i bardziej wypukłą osłonę kabiny zapewniającą lepszą widoczność, konieczną do wykonywania zadań obrony powietrznej. Kadłub maszyny był dłuższy w części dziobowej ze względu na umieszczenie w nim radaru Blue Fox firmy Ferranti (obecnie produkowany przez BAE Systems). Wymieniono również wszystkie elementy z szybko korodującego magnezu na wykonane z odpornych na sól morską stopów metali.
Pierwsze z 57 zamówionych przez marynarkę maszyn FRS.1 weszły do służby w 1978 roku. W 1982 roku samoloty tej wersji odegrały znaczącą rolę w wojnie o Falklandy-Malwiny operując z pokładów lotniskowców HMS „Invincible” i HMS „Hermes”.

### Sea Harrier T.4N
Sea Harrier w dwumiejscowej wersji szkolno-treningowej przeznaczonej do szkolenia w bazach lądowych. Zbudowano tylko cztery egzemplarze.

### Sea Harrier FRS.Mk 51
Wersja samolotu Sea Harrier FRS.1 przeznaczona dla Marynarki Wojennej Indii. Zakupiono 24 egzemplarze, które stacjonowały na lotniskowcach INS „Vikrant" (wycofany w 1997) i INS „Viraat” (ex. HMS „Hermes”). Awionikę przystosowano do używania pocisków rakietowych Matra Magic zamiast Sidewinderów.

### Sea Harrier T.60
Dwumiejscowa wersja szkolno-treningowa przeznaczona dla Marynarki Wojennej Indii do szkolenia w bazach lądowych.

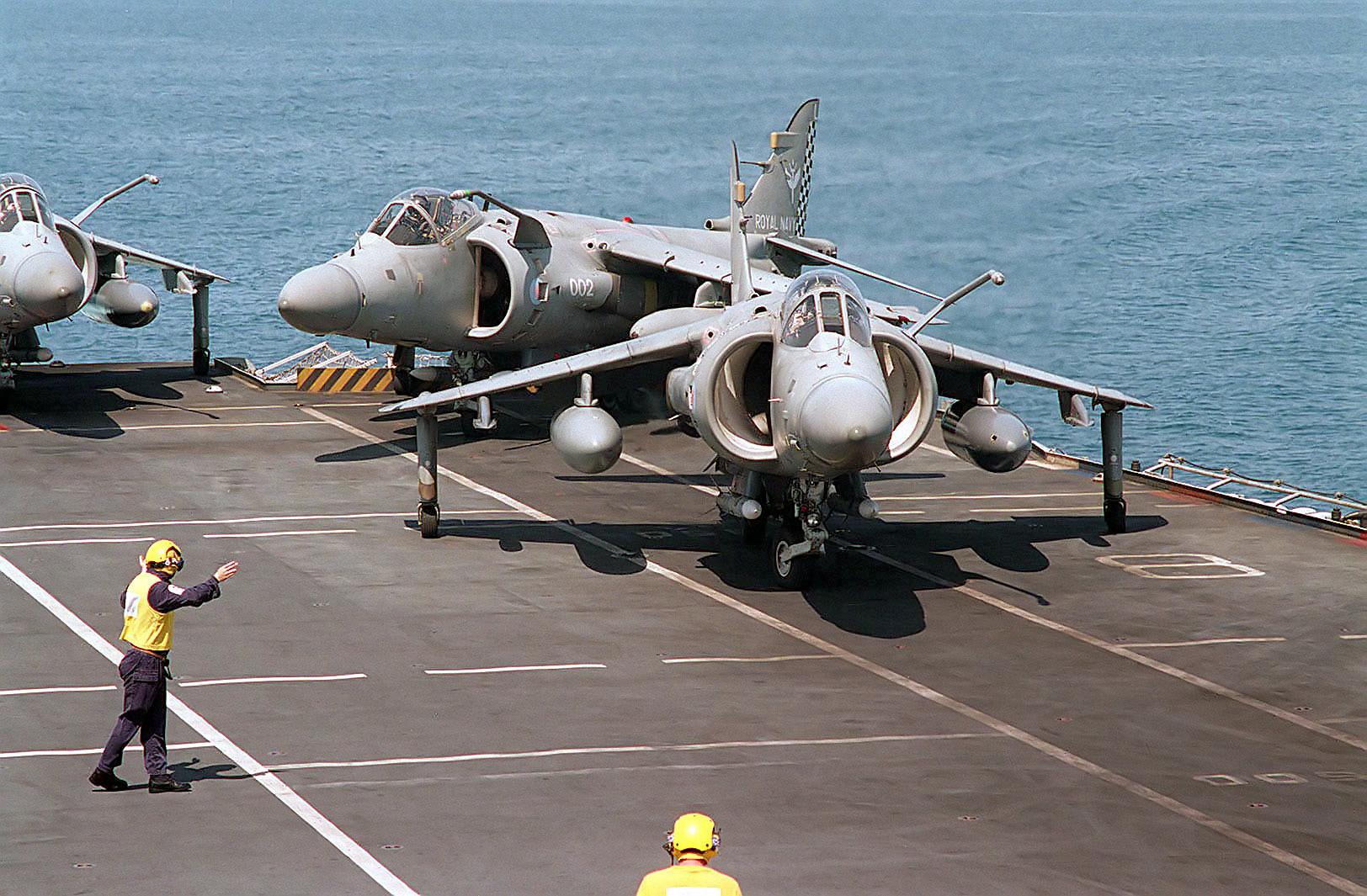
Sea Harriery FA.2 na pokładzie lotniskowca HMS „Illustrious” w Zatoce Perskiej

### Sea Harrier FA.2
Unowocześniona na podstawie doświadczeń wyniesionych z wojny o Falklandy wersja Sea Harriera FRS.1 zdolna do przenoszenia większego ładunku uzbrojenia do walki powietrznej, wyposażona w nowy radar obserwujący dolną półsferę, powiększony zasięg działania i unowocześnione wyposażenie awioniczne w kabinie pilota. Propozycję unowocześnienie samolotów do standardu FRS.2 zaaprobowano w 1984 roku, a pierwszą maszynę tego typu oblatano we wrześniu 1988 roku. Oznaczenie zmieniono następnie na FA.2 (Fighter-Attack – myśliwsko-szturmowy). Royal Navy zamówiła modernizację 34 maszyn do nowej wersji FA.2 i 18 nowych samolotów.
Sea Harrier FA.2 został wyposażony w nowy radar Blue Vixen należący do najnowocześniejszych impulsowych radarów dopplerowskich na świecie. Blue Vixen stał się podstawą do opracowania radaru CAPTOR dla samolotu Eurofighter Typhoon. Ponadto dodano możliwość przenoszenia pocisków AIM-120 AMRAAM. Pierwsze FA.2 dostarczono do jednostek 2 kwietnia 1993 roku, a pierwsze misje bojowe nowych maszyn miały miejsce w kwietniu 1994 roku w ramach misji stabilizacyjnej ONZ podczas wojny w Bośni. Ostatni samolot wersji FA.2 zbudowano 18 stycznia 1999 roku. Ze służby brytyjskiej wycofano tę wersję w kwietniu 2006.

### Sea Harrier T.8
Dwumiejscowa wersja szkolno-bojowa zbudowana na podstawie FA.2, bez radaru Blue Vixen. Zbudowano 7 egzemplarzy.
Dalszymi brytyjskimi wersjami rozwojowymi samolotu są GR.7 i GR.9, należące do drugiej generacji Harrierów.

## Amerykańskie AV-8 Harrier I generacji
Amerykański Korpus Piechoty Morskiej zainteresował się samolotami pionowego startu, jako maszynami bliskiego wsparcia. Ze względu na promowanie sprzętu krajowego próbowano uruchomić w USA produkcję najpierw całych samolotów, później tylko silników Pratt&Whitney F402-RR, będących licencyjną wersją brytyjskiego Pegasusa, ale ze względu na nieopłacalność takiego przedsięwzięcia Harriery pierwszej generacji, oznaczone w Stanach Zjednoczonych jako AV-8A, były produkowane w Wielkiej Brytanii, a później jedynie wyposażane w urządzenia awioniczne krajowej produkcji.

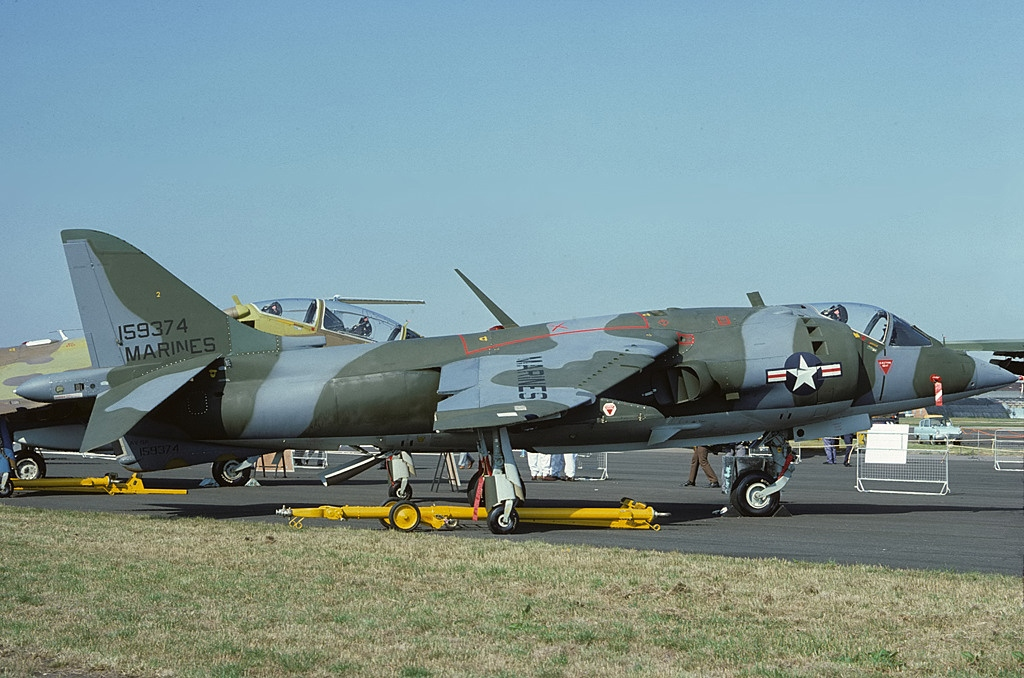
AV-8A Harrier należący do USMC

### AV-8A Harrier
Samolot zewnętrznie identyczny z brytyjskim GR.1, ale wyposażony w amerykański fotel wyrzucany Stencel SIII-3, inne urządzenia radiowe i IFF, wyświetlacz HUD oraz systemy kierowania uzbrojeniem. Dodano również możliwość przenoszenia dwóch podwieszanych zbiorników paliwa o pojemności 1135 litrów każdy. Próbowano także zastąpić 30 milimetrowe podwieszane działko ADEN, ale ze względu na ewentualne koszty opracowania krajowego odpowiednika tego działka, zrezygnowano z tego pomysłu, pomimo tego, że żaden inny amerykański system uzbrojenia nie jest zasilany takim typem amunicji, jak działko ADEN. Pozostałe typowo amerykańskie uzbrojenie, jak bomby czy wyrzutnie niekierowanych pocisków rakietowych, zostały z powodzeniem zaimplementowane do samolotów AV-8A Harrier.

### TAV-8A Harrier
Wersja szkolno-bojowa zbudowana na podstawie AV-8A.

### AV-8C Harrier
Podczas prac rozwojowych nad samolotem drugiej generacji AV-8B Harrier II, postanowiono unowocześnić dotychczas używane samoloty wersji AV-8A poprzez dodanie rozwiązań opracowywanych dla nowej maszyny. Wersja przejściowa AV-8C posiadała wydłużony do 4000 resurs płatowca, dodatkowe dysze wylotowe pod kadłubem zwiększające udźwig uzbrojenia, nowocześniejsze urządzenia przeciwdziałania radioelektronicznego ECM wraz z wyrzutnikiem flar i pułapek radarowych. Unowocześniono też aparaturę radiową umożliwiającą kodowaną transmisję i dodano system generowania tlenu na pokładzie samolotu, eliminujący konieczność przenoszenia butli. Do standardu AV-8C zmodyfikowano w latach 1979–1984 47 maszyn.
Dalszą amerykańską wersją rozwojowa Harriera jest AV-8B Harrier II.

### VA-1 Matador
W 1973 roku hiszpańska marynarka wojenna Arma Aerea de la Armada zamówiła 6 samolotów Harrier w wersji AV-8A i 2 w wersji szkolno-bojowej TAV-8A. Samoloty zostały oznaczone amerykańskim symbolem AV-8S i TAV-8S, ale firma BAe nadała im brytyjskie oznaczenia Mark 53 i Mark 56. W nomenklaturze hiszpańskiej natomiast oznaczono je odpowiednio jako VA-1 i VAE-1, jednocześnie nadając oficjalną nazwę Matador, która jednak nigdy nie była używana przez pilotów tych maszyn. W 1980 roku Hiszpania zamówiła kolejnych pięć maszyn AV-8S różniących się od pierwszej partii, dlatego też oznaczonych przez BAe jako Mark 55.
Hiszpańskie Harriery bazowały początkowo na lądzie, a później na lekkim lotniskowcu „Dédalo”. Po wycofaniu „Dédalo” ze służby w 1988 roku, samoloty zostały przebazowane na nową jednostkę „Príncipe de Asturias”. Lotniskowiec ten mieści 8 Harrierów i 14 śmigłowców.
W 1997 roku Hiszpania wymieniła swoje Harriery na samoloty nowszej generacji Harrier II, a ocalałe 7 egzemplarzy AV-8S i 2 TAV-8S odsprzedała do Tajlandii.
Marynarka wojenna Tajlandii użytkowała Harriery z baz lądowych i pokładu zbudowanego w Hiszpanii lotniskowca "Chakri Naruebet".

## Sterowanie samolotem Harrier
Harrier z racji obecnych u niego rozwiązań konstrukcyjnych jest samolotem wymagającym od pilota specjalnych umiejętności. Poza sterowaniem maszyny w locie poziomym, które powyżej prędkości przeciągnięcia jest identyczne jak każdego innego samolotu, konieczna jest umiejętność wykorzystania własności VTOL i STOL będących największymi zaletami Harriera, oraz manewrowania przy bardzo niskich prędkościach, kiedy aerodynamiczne powierzchnie sterowe nie działają. Sposób sterowania w takich warunkach jest bardziej podobny do śmigłowca, dlatego też potencjalni piloci Harrierów są rekrutowani spośród tych, którzy mają duże doświadczenie w prowadzeniu obu typów statków powietrznych lub tylko śmigłowców.
W kabinie Harriera znajdują się dwa urządzenia sterownicze, których nie posiadają konwencjonalne samoloty. Pierwszym jest dźwignia zmiany kąta dysz silnika umożliwiająca ich obrót w zakresie od zera do 98 stopni. Kąt 90° jest używany do pionowego startu i manewrowania przy prędkościach bliskich zera, a 98° do zatrzymywania maszyny w pionie lub lotu do tyłu. Drugie urządzenie sterownicze również ma postać dźwigni i służy do kierowania samolotem bez użycia powierzchni sterowych, lecz za pomocą dodatkowych dysz, koniecznego przy prędkościach bliskich zera. Działanie tej dźwigni jest podobne do tej która steruje ustawienia kąta natarcia łopat wirnika w śmigłowcu. Chociaż w locie poziomym dodatkowe urządzenia sterownicze nie mają żadnego znaczenia, to przy wykorzystaniu własności VTOL i STOL mają one znaczenie kluczowe.

## Użycie bojowe Harrierów
Podczas wojny o Falklandy-Malwiny z Argentyną w 1982, samoloty Harrier przeszły chrzest bojowy. Bazujące na lotniskowcach samoloty Sea Harrier działały wspólnie z maszynami wersji GR.3 należącymi do RAF, wykonując zadania obrony powietrznej floty, a GR.3 atakowały cele naziemne. Sea Harriery spisały się nadzwyczaj dobrze zestrzeliwując w walkach powietrznych 24 wrogie maszyny przy braku strat własnych.
Pierwszy Sea Harrier z lotniskowca HMS „Hermes” został zestrzelony 4 maja nad osadą Goose Green przez naprowadzane radarem działko Oerlikon kalibru 35 mm. Trzy tygodnie później blisko tego miejsca i w takich samych okolicznościach został zestrzelony Harrier GR.3. Dwa dni później, 6 maja, dwa Sea Harriery pochodzące z lotniskowca HMS „Invincible” prawdopodobnie zderzyły się w warunkach bardzo złej widoczności, ulegając katastrofie. 21 maja Harrier GR.3 należący do RAF-u został trafiony pociskiem rakietowym wystrzelonym prawdopodobnie z ręcznej wyrzutni przeciwlotniczej. Następny Sea Harrier spadł tuż po starcie z lotniska na jednej z wysp falklandzkich i eksplodował. Kolejny przygotowany do startu zsunął się do morza z oblodzonego pokładu HMS "Invincible" na skutek silnego przechyłu jednostki. 30 maja jedna z maszyn GR.3 został ostrzelana z broni ręcznej i poważnie uszkodzona. Po doprowadzeniu samolotu w pobliże własnej floty, pilot katapultował się. Ostatnią zestrzeloną maszyną był Sea Harrier trafiony pociskiem rakietowym Roland. Niewątpliwa dominacja w powietrzu nad teoretycznie porównywalnymi lub nawet lepszymi do zadań myśliwskich maszynami argentyńskimi Mirage III i Dagger była dość zaskakująca. Na taką sytuację złożyło się wiele czynników poczynając od tego, że samoloty argentyńskie operowały na granicy swojego zasięgu i mogły prowadzić tylko krótkie walki powietrzne, piloci brytyjscy byli lepiej wyszkoleni, a Sea Harriery były wyposażone w najnowocześniejszą odmianę pocisków rakietowych AIM-9L Sidewinder. Z drugiej strony Sea Harriery, chociaż posiadały zdolność do operowania przy bardzo złej pogodzie panującej na Atlantyku o tej porze roku, również były skazane, tak jak samoloty argentyńskie, do działań z ograniczonym zapasem paliwa, z dala od własnej floty, która pozostawała w rozproszeniu poza zasięgiem przeciwokrętowych pocisków Exocet i bez wsparcia samolotów wczesnego ostrzegania AWACS. Wszystkie powyższe czynniki złożyły się na zwycięstwo sił brytyjskich, będące w znacznej mierze zasługą Harrierów. Główną bronią używaną przeciwko argentyńskim samolotom odrzutowym były pociski Sidewinder, a przeciw wolniejszym celom takim, jak śmigłowce różnych typów i samoloty rozpoznawcze FMA IA 58 Pucará, działka ADEN.
Należące do RAF Harriery pierwszej generacji nie brały udziału w żadnym innym konflikcie ani akcji bojowej, gdyż zostały zastąpione przez nowocześniejsze Harriery II opracowane przez McDonnell Douglas.
Samoloty Sea Harrier zmodernizowane do standardu FA.2 wzięły udział w konflikcie w Bośni. Jeden z Sea Harrierów został w 1994 roku zestrzelony przez serbską obronę przeciwlotniczą. Maszyny tego typu brały też udział w misjach nad Kosowem, ale żadna broń nie została tam użyta. Sea Harriery patrolowały również strefę zakazaną dla lotów w Iraku.
Brytyjskie samoloty Sea Harrier FA.2 zostały wycofane z użycia 28 marca 2006 roku, po czym brytyjskie lotnictwo marynarki utraciło zdolność przechwytywania celów na większych odległościach. Po tej dacie na brytyjskich lotniskowcach pozostały jedynie szturmowe Harriery II generacji (GR.7/9) lotnictwa Armii, również wycofane w 2010 roku.
W dniu 11 maja 2016 roku odbyła się uroczystość zakończenia eksploatacji samolotów pokładowych Sea Harrier przez lotnictwo marynarki wojennej Indii.